# История почты и почтовых марок Ямайки
История почты и почтовых марок Ямайки условно подразделяется на два периода — колониальный и независимости (с 1962). В качестве независимого государства Ямайка входит в число стран-участниц Всемирного почтового союза (ВПС; с 1963), а её почтовым оператором является государственная компания Jamaica Post.

## Развитие почты
Ямайка была первой британской колонией, открывшей почтовое отделение. Габриэль Мартин был назначен почтмейстером 31 октября 1671 года, вскоре после подтверждения принадлежности острова Великобритании. В течение нескольких лет Мартин осуществлял доставку почтовых отправлений почтовой лошадью между Сент-Джаго и Пассадж-Форт (Passage Fort), затем упоминания о нём исчезли из архивов. В 1680-е годы морской капитан Джеймс Уэйл (James Wale) заручился поддержкой графа Рочестера, чтобы открыть почтовое отделение (против желания губернатора Ямайки Моулзуорта (Molesworth)), но, похоже, эта затея не пользовалась успехом, и только в 1705 году был издан указ (9 Anne) о юридическом учреждении почтовой службы (на нескольких островах Вест-Индии) и о позволении почтмейстеру взимать плату за доставку почты. Письма перевозились пакетботами до 1711 года, после чего почтовая связь снова прекратилась до её воссоздания губернатором Николасом Лоузом (Nicholas Lawes) в 1720 году.
Местные плантаторы, как правило, предпочитали доверять свои письма непосредственно капитанам торговых судов и считали взимание платы почтмейстером Эдвардом Дисмором (Edward Dismore) равносильным вымогательству. Проблема достигла кульминации в 1755 году, когда специальная комиссия изучила финансовую сторону почтовой связи, но Дисмор продолжал занимать должность почтмейстера в 1780-х годах, со временем открыв около двух десятков почтовых отделений по всему острову.
Британские почтовые марки были в обращении с 8 мая 1858 года в Кингстоне и с ноября 1858 года в других отделениях.
До 1860 года почтовая связь находилась в ведении Великобритании, несмотря на неоднократные попытки ямайской администрации взять её под свой контроль.
В 1863 году на территории Кингстона были размещены четыре почтовых ящика. В 1868 году периодичность доставки внутренней корреспонденции была увеличена с двух раз в неделю до трёх раз в неделю. Перевозка почты первоначально осуществлялась на мулах, а затем по железной дороге в 1860-е годы, затем снова по дорогам из-за сложностей с железнодорожным транспортом, не переходя обратно на железную дорогу до тех пор, пока железные дороги не были улучшены в конце 1870-х годов.
Ямайка вступила в ВПС 1 апреля 1877 года, а после обретения независимости повторно получила членство в этой международной почтовой организации. Обслуживающая страну почтовая компания Jamaica Post подчинена Министерству добычи и телекоммуникаций (англ. Ministry of Mining and Telecommunications).

## Выпуски почтовых марок

### Первые марки
Вскоре после установления контроля британские почтовые марки перестали использоваться, и фирме De La Rue было поручено изготовить почтовые марки для Ямайки с изображением портрета королевы Виктории в лавровом венке. Первый выпуск состоял из марок пяти номиналов, начиная от одного пенни до одного шиллинга (причём у всех марок были разные рамки), с надписью англ. Jamaica Postage» («Ямайка. Почтовый сбор») и с водяными знаками с рисунком ананаса. Марки были впервые выпущены 23 ноября 1860 года. Дополнительные марки этой серии появлялись вплоть до конца столетия.

### Последующие эмиссии

#### Конец XIX века
В 1887 году Законодательный совет принял решение об использовании общего рисунка как для почтовых марок, так и для гербовых марок, и в 1889 году на Ямайке были выпущены три марки колониального типа с надписью «Postage & Revenue» («Почтовый и гербовый сбор»), при этом плакетки обозначения стоимости были разного цвета.

#### XX век

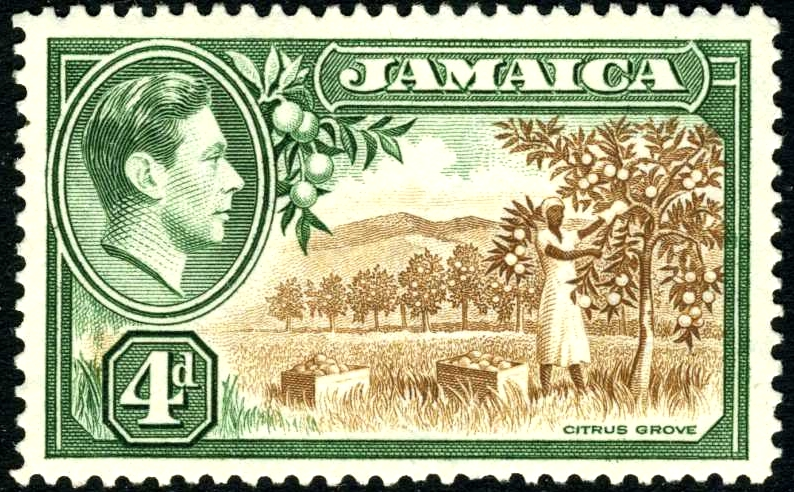
Почтовая марка Ямайки номиналом в 4 шиллинга (1938)

На выпущенной в 1900 году первой видовой почтовой марке Ямайки был изображён водопад Лландовери. Первоначально задуманная как памятная марка в честь принятия имперской пенни-почты в 1889 году, она слишком долго откладывалась, поэтому считается обыкновенной почтовой маркой. Первоначально выпущенная в красном цвете, марка была переработана и на следующий год вышла в красно-чёрном цвете.
По неизвестным причинам Ямайка не приняла марки с портретом Эдуарда VII после его восшествия на трон. Вместо этого, начиная с 1903 года, на новых марках изображался герб колонии. После специального ходатайства в 1910 году Эдуард VII был признан посмертно на двухпенсовой почтовой марке серого цвета, выпущенной 3 февраля 1911 года. Почтовые марки с изображением Георга V вышли более своевременно, будучи впервые выпущены в 1912 году.
Видовая серия, вышедшая в 1919 году, включала двенадцать почтовых марок от Ямайской выставки 1891 года до различных статуй и пейзажей. Серия не была коммеморативной, а стала результатом неоднократных обращений местных филателистов к губернатору Лесли Пробину (Leslie Probyn).
Очередная стандартная серия была выпущена для Георга VI в 1938 году, при этом на низких номиналах был изображён только портрет короля, а на более высоких номиналах к нему добавились сюжеты, изображающие различные местные отрасли промышленности. Выпуском с новыми сюжетами и портретом Георга VI в анфас было отмечено предоставление самоуправления в 1944 году, хотя он появился в обращении только в августе 1945 года.
Серия из четырёх марок с историческими сюжетами отметила 300-летие установления контроля Великобритании в 1955 году, затем в 1956 году за ней последовала серия из 16 марок с изображением флоры, фауны и местных видов.

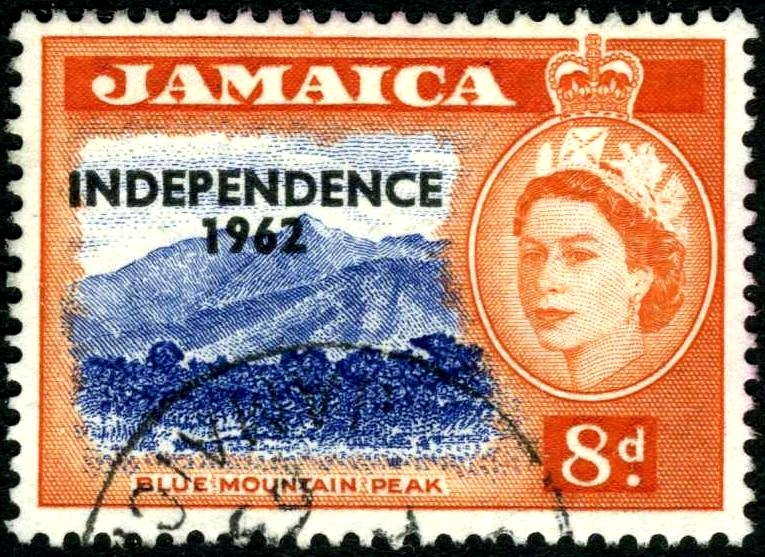
Почтовая марка Ямайки 1956 года с надпечаткой в связи с обретением независимости в 1962 году

#### Независимость
После обретения независимости в 1962 году, на почтовых марках 1956 года были надпечатаны слово «INDEPENDENCE» («Независимость») и год «1962». В 1964 году на серии из трёх почтовых марок была изображена Мисс Мира Кэрол Джоан Кроуфорд; за ней вскоре последовала новая серия из 16 марок различного рисунка. Только на марке номиналом в один фунт фигурировал портрет королевы Елизаветы: с момента получения независимости изображение королевы редко появлялось на почтовых марках Ямайки.

## Коллекционирование почтовых марок Ямайки
С 1 по 31 октября 2012 года в Лондоне проходила филателистическая выставка «Постколониальный период — чествование 50 легендарных почтовых марок Ямайки: отмечая 50-ю годовщину независимости Ямайки», на которой помимо основного стенда с 50 ямайскими марками, отобранными по критериям исторического значения, красочной истории, тематики, особенных свойств и эстетических качеств, и 4 сопровождающих стендов с описаниями был представлен портрет поп-звезды ямайского происхождения Грейс Джонс, целиком выполненный из почтовых марок Ямайки художником Питером Мейсоном (Peter Mason).
На Ямайке проходили конкурсы на звание «Мисс Филателия». Так, в 1978 году победительницей конкурса «Мисс Филателия-78» стала Марлен Гонсалвес (род. 1958), учительница из Ямайки.